# District historique de Saddlehorn Utility Area
Le district historique de Saddlehorn Utility Area, ou Saddlehorn Utility Area Historic District en anglais, est un district historique du comté de Mesa, dans le Colorado, aux États-Unis. Protégé au sein du Colorado National Monument, il est lui-même inscrit au Registre national des lieux historiques depuis le 21 avril 1994.